# Furgoneta Internacional del Año

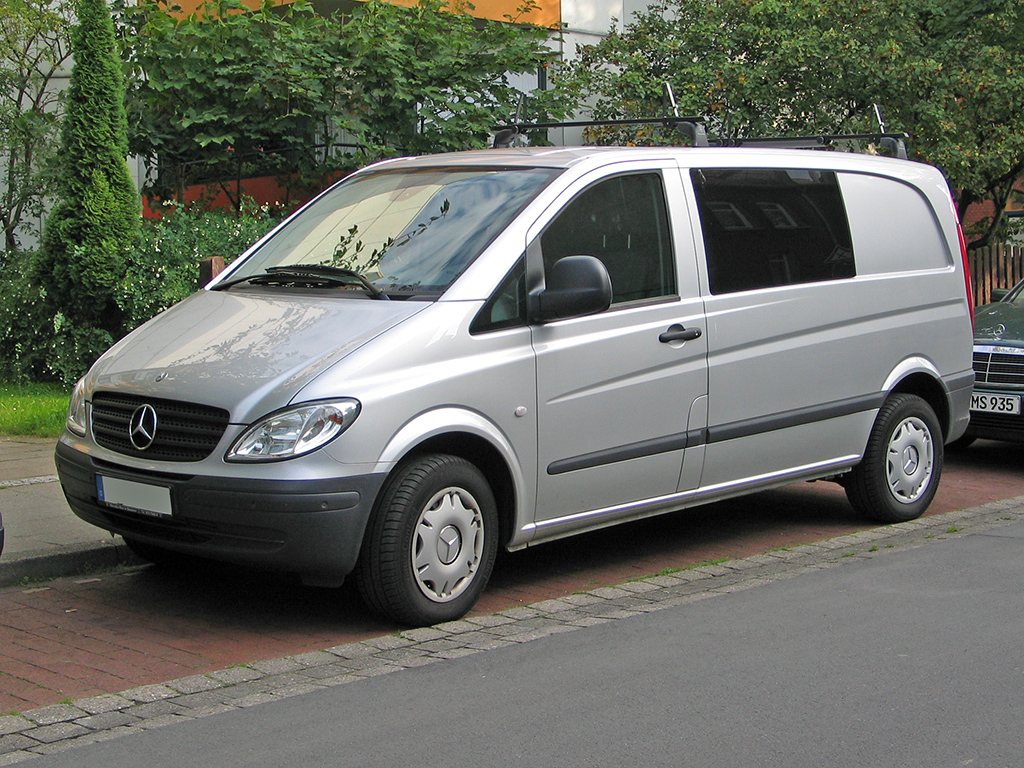
Mercedes-Benz Vito Premiada como Furgoneta Internacional del Año 2005

Furgoneta Internacional del Año (en inglés: International Van of the Year) es la denominación de un premio internacional otorgado a la mejor furgoneta del año. El jurado está compuesto por periodistas de diferentes publicaciones especializadas del sector, y selecciona la mejor furgoneta del año de entre todas las que aparecen en el mercado europeo.

## Premiados
| Año  | País(es)               | Fabricante                        | Modelo                                                                             | Grupo                             |
| ---- | ---------------------- | --------------------------------- | ---------------------------------------------------------------------------------- | --------------------------------- |
| 2023 | Alemania               | Volkswagen                        | Volkswagen ID. Buzz Cargo                                                          | Volkswagen AG                     |
| 2022 | Francia Alemania       | Renault / Mercedes-Benz           | Renault Kangoo / Mercedes-Benz Citan                                               | Renault / Mercedes-Benz Group     |
| 2021 | Francia Alemania Japón | Groupe PSA / Toyota               | Citroën e-Jumpy, Peugeot e-Expert, Opel/Vauxhall Vivaro-e & Toyota ProAce Electric | Groupe PSA (Stellantis) / Toyota  |
| 2020 | Estados Unidos         | Ford                              | Ford Transit Custom Hybrid                                                         | Ford Motor Company                |
| 2019 | Francia                | Groupe PSA                        | Opel Combo Cargo, Citroën Berlingo, Peugeot Partner                                | Groupe PSA                        |
| 2018 | Italia                 | Iveco                             | Iveco Daily Blue Power                                                             | CNH Industrial                    |
| 2017 | Alemania               | Volkswagen                        | Volkswagen Crafter                                                                 | Volkswagen AG                     |
| 2016 | Alemania               | Volkswagen                        | Volkswagen Transporter (T6)                                                        | Volkswagen AG                     |
| 2015 | Italia                 | Iveco                             | Iveco Daily                                                                        | CNH Industrial                    |
| 2014 | Estados Unidos         | Ford                              | Ford Transit Connect                                                               | Ford Motor Company                |
| 2013 | Estados Unidos         | Ford                              | Ford Transit Custom                                                                | Ford Motor Company                |
| 2012 | Francia                | Renault                           | Renault Kangoo Z.E.                                                                | Renault                           |
| 2011 | Italia                 | Fiat Professional                 | Fiat Doblò (2010)                                                                  | Fiat S.p.A.                       |
| 2010 | Japón                  | Nissan                            | Nissan NV200                                                                       | Nissan                            |
| 2009 | Italia Francia         | Fiat Professional Peugeot Citroën | Fiat Fiorino (2008) / Peugeot Bipper / Citroën Nemo                                | Fiat S.p.A. / PSA Peugeot Citroën |
| 2008 | Italia Francia         | Fiat Professional Peugeot Citroën | Fiat Scudo (2007) / Peugeot Expert / Citroën Jumpy                                 | Fiat S.p.A. / PSA Peugeot Citroën |
| 2007 | Estados Unidos         | Ford                              | Ford Transit                                                                       | Ford Motor Company                |
| 2006 | Italia                 | Fiat Professional                 | Fiat Doblò (2000) (segunda serie)                                                  | Fiat S.p.A                        |
| 2005 | Alemania               | Mercedes-Benz                     | Mercedes-Benz Vito                                                                 | DaimlerChrysler AG                |
| 2004 | Alemania               | Volkswagen                        | Volkswagen Transporter (T5)                                                        | Volkswagen AG                     |
| 2003 | Estados Unidos         | Ford                              | Ford Transit Connect                                                               | Ford Motor Company                |
| 2002 | Francia Alemania       | Renault Opel                      | Renault Trafic / Opel Vivaro                                                       | Renault / General Motors          |
| 2001 | Estados Unidos         | Ford                              | Ford Transit                                                                       | Ford Motor Company                |
| 2000 | Italia                 | Iveco                             | Iveco Daily                                                                        | Fiat S.p.A                        |
| 1999 | Alemania               | Opel                              | Opel Astra                                                                         | General Motors                    |
| 1998 | Francia                | Renault                           | Renault Master                                                                     | Renault                           |
| 1997 | Francia                | Peugeot Citroën                   | Peugeot Partner / Citroën Berlingo                                                 | PSA Peugeot Citroën               |
| 1996 | Alemania               | Mercedes-Benz                     | Mercedes-Benz Vito                                                                 | Daimler-Benz                      |
| 1995 | Alemania               | Mercedes-Benz                     | Mercedes-Benz Sprinter                                                             | Daimler-Benz                      |
| 1994 | Italia Francia         | Fiat Professional Peugeot Citroën | Fiat Ducato (1993) / Peugeot Boxer / Citroën Jumper                                | Fiat S.p.A. / PSA Peugeot Citroën |
| 1993 | Japón                  | Nissan                            | Nissan Sunny Van                                                                   | Nissan                            |
| 1992 | Alemania               | Volkswagen                        | Volkswagen Transporter (T4) Syncro, Hoch Dach                                      | Volkswagen AG                     |